# Melaniparus guineensis
El carbonero guineano (Melaniparus guineensis) es una especie de ave paseriforme de la familia Paridae propia de los montes del África tropical. 

## Taxonomía
Anteriormente se consideraba conespecífico del más sureño carbonero aliblanco (Melaniparus leucomelas), pero en la actualidad se consideran especies separadas. Ambos se clasificaban en el género Parus, pero fue trasladado al género Melaniparus, como otras especies, cuando un análisis genético publicado en 2013 demostró que todas ellas formaban un nuevo clado.

## Descripción
Su plumaje es negro casi en su totalidad, salvo en un gran franja blanca que atraviesa sus alas a la altura de los hombros. Sus ojos son blanquecinos, lo que le diferencia del carbonero aliblanco.

## Distribución y hábitat
Se encuentra en una aplia franja del África tropical, que va desde África occidental hasta Kenia y Etiopía por el este. Es un pájaro sedentario que vive en los bosques de coníferas de los montes de su área de distribución.

## Comportamiento
Se alimenta principalmente de insectos en los árboles. Anida en los huevos de los árboles, donde pone entre 4-6 huevos rosados con manchas pardo rojizas.